# Il giorno dello sciacallo (romanzo)
Il giorno dello sciacallo è un romanzo thriller scritto da Frederick Forsyth, pubblicato nel 1971. Nel libro un sicario professionista è incaricato di uccidere il Presidente francese Charles de Gaulle. È considerato dalla critica come uno dei più famosi libri di spionaggio. Esistono due versioni cinematografiche del libro: Il giorno dello sciacallo (1973) e The Jackal (1997).

## Trama
Nel 1962, dopo la fine del dominio coloniale francese in Algeria, il colonnello Marc Rodin, succeduto ad Antoine Argoud nella dirigenza delle operazioni dell'Organisation armée secrète (OAS), contatta, dopo averlo selezionato da una rosa di candidati, un sicario professionista per uccidere Charles de Gaulle. Il presidente francese agli occhi dell'OAS si era macchiato della gravissima colpa di aver amputato la patria francese. Lo Sciacallo, nome di battaglia del killer, non vuole aiuto da parte dell'OAS per l'omicidio, dato che questa è sicuramente infiltrata dai servizi segreti. 
Il killer viene seguito però, da un ufficio di Parigi, dal più pignolo ed arguto investigatore della polizia, Claude Lebel, disposto a chiedere aiuto ai colleghi di tutto il mondo pur di trovarlo.
Investito di poteri eccezionali dal Governo francese, Lebel inizia una battaglia a distanza con lo Sciacallo che tenta di sfuggire ai suoi inseguitori percorrendo, in un susseguirsi mozzafiato di episodi, tutta la Francia.

## Versione cinematografica
Da questo libro è stata tratta una versione cinematografica diretta da Fred Zinnemann uscita nel 1973.

## Adattamento televisivo
Nel novembre 2022 Sky e Peacock hanno commissionato una serie televisiva del romanzo, prodotta da Carnival Films e Sky Studios con Ronan Bennett come showrunner e Eddie Redmayne nel ruolo del protagonista.

## Curiosità
- Nel libro Frederick Forsyth spiega esattamente quanto fosse facile procurarsi documenti falsi in Inghilterra. Girando per i cimiteri dei piccoli paesi sparsi per la Gran Bretagna, lo sciacallo copia i dati di bambini morti per cause naturali e si impossessa del loro certificato di nascita nelle parrocchie locali. Poi invia la documentazione all'ufficio competente per ottenere una carta d'identità sostenendo di averla perduta. Questo ufficio, negli anni sessanta-settanta, non faceva nessun controllo con i certificati di morte, quindi lo concedeva tranquillamente. La scelta cadeva su un bambino dato che questo ha sicuramente avuto pochi contatti sociali e nessuno lo ricorda. Questo metodo era usato dal governo per le identità fasulle dei suoi agenti segreti. Questa rivelazione dell'autore sollevò un polverone.
- Fu il primo best seller di Frederick Forsyth.
- Nel romanzo il killer è ritenuto responsabile di un altro omicidio politico del tempo, ossia l'uccisione del dittatore della Repubblica Dominicana Rafael Leónidas Trujillo. Nel libro, la descrizione dell'omicidio riprende la stessa dinamica dell'attentato reale.
- Lettori del libro furono il terrorista Carlos, tra i cui effetti personali fu ritrovata una copia; un'altra copia la possedette Yigal Amir, il giovane estremista di destra che assassinò nel 1995 Yitzhak Rabin, l'allora Primo ministro d'Israele: la polizia stabilì che usò il testo come manuale d'assassinio.[senza fonte]

## Edizioni italiane
- Il giorno dello sciacallo. Romanzo, traduzione di Marco Tropea, Collana Omnibus, Milano, Arnoldo Mondadori Editore, 1972,  p. 457.